# 335

## Nașteri
- dată necunoscută: Grigore de Nyssa  (d. 395)
- dată necunoscută: Magnus Maximus  (d. 388)
- dată necunoscută: Samudragupta  (d. 380)
- dată necunoscută: Eunomie din Cizic  (d. 394)
- dată necunoscută: Niceta de Remesiana  (d. 414)

## Decese
- 31 decembrie: Silvestru I, papă al Romei (n. ?)